# Лопин, Дмитрий Васильевич
Дми́трий Васи́льевич Ло́пин (род. 29 июля 1991, Греки, Калининский район, Краснодарский край, СССР) — российский легкоатлет, специализирующийся в спринтерском беге, а с 2021 года — бобслеист-разгоняющий. Чемпион России 2015 года в помещении на дистанции 60 метров. Мастер спорта России международного класса. Чемпиона России по бобслею 2021 года в составе четырёхместного экипажа. Участник Олимпийских игр в Пекине.

## Биография
Вырос в небольшом хуторе Греки в Краснодарском крае. В детстве мечтал стать футболистом и даже в 14 лет пытался пробиться в академию краснодарской «Кубани», но не смог пройти отбор. После окончания школы в 2008 году пошёл по стопам старшего брата и поступил на Судомеханический факультет Новороссийской государственной морской академии. Именно там преподаватели заметили его талант в спринте, и после первого года учёбы он попал в группу к Игорю Кузьмичу Пасечному.
На первых порах Дмитрий пытался совмещать тренировки и выступления за родной вуз и в лёгкой атлетике, и в футболе, но в конечном счёте сделал выбор в пользу бега. В 2011 году, спустя всего 2 года после начала активных занятий ему удалось выполнить норматив мастера спорта в беге на 100 метров — 10,53. В 2012 и 2013 годах трижды становился призёром первенств России среди молодёжи, дважды зимой и один раз летом.
Занял третье место в беге на 100 метров на командном чемпионате России 2014 года с личным рекордом 10,52. На той же дистанции на летнем чемпионате страны вышел в финал, где стал седьмым.
Зимний сезон 2015 года стал для Дмитрия по-настоящему удачным. Сначала в сильной компании он победил на Кубке губернатора Краснодарского края, а затем довольно неожиданно стал чемпионом страны в беге на 60 метров. В финале национального чемпионата ему удалось пробежать по личному рекорду, который оказался быстрее норматива мастера спорта международного класса — 6,69.
В 2017 году стал серебряным призером чемпионата России в спринте. В следующих трёх сезонах (2018, 2019, 2020) на аналогичной дистанции становился третьим.
В 2021 году оставил лёгкую атлетику, чтобы заниматься бобслеем. На дебютном чемпионате России занял второе место в соревнованиях двоек (с Максимом Андриановым) и первое среди четырёхместных экипажей (с Максимом Андриановым, Романом Кошелевым, Максимом Белугиным, Ильвиром Хузиным). В декабре был включён в состав сборной России на этапы Кубка мира, после проведения которых попал в состав национальной команды на Олимпийские игры в Пекине. Там, в соревнованиях четвёрок его экипаж показал 8-е время. 

## Основные результаты

### Лёгкая атлетика
| Год  | Турнир                       | Место проведения  | Дисциплина                 | Место | Результат |
| ---- | ---------------------------- | ----------------- | -------------------------- | ----- | --------- |
| 2011 | Чемпионат России             | Чебоксары, Россия | 100 м                      | 19-е  | 10,91     |
| 2012 | Командный чемпионат России   | Сочи, Россия      | 100 м                      | 5-е   | 10,69     |
| 2012 | Чемпионат России             | Чебоксары, Россия | 100 м                      | 12-е  | 10,65     |
| 2012 | Чемпионат России             | Чебоксары, Россия | эстафета 4×100 м           | 2-е   | 40,76     |
| 2013 | Чемпионат России в помещении | Москва, Россия    | 60 м                       | 8-е   | 6,81      |
| 2013 | Чемпионат России             | Москва, Россия    | 100 м                      | 10-е  | 10,65     |
| 2014 | Чемпионат России в помещении | Москва, Россия    | 60 м                       | 37-е  | 7,00      |
| 2014 | Командный чемпионат России   | Сочи, Россия      | 100 м                      | 3-е   | 10,52     |
| 2014 | Чемпионат России             | Казань, Россия    | 100 м                      | 7-е   | 10,68     |
| 2014 | Чемпионат России             | Казань, Россия    | эстафета 4×100 м           | 4-е   | 40,24     |
| 2015 | Чемпионат России в помещении | Москва, Россия    | 60 м                       | 1-е   | 6,69      |
| 2015 | Чемпионат России             | Чебоксары, Россия | эстафета 400+300+200+100 м | 3-е   | 1.53,43   |
| 2016 | Чемпионат России             | Чебоксары, Россия | эстафета 4×100 м           | 3-е   | 40,48     |
| 2017 | Чемпионат России в помещении | Москва, Россия    | 60 м                       | 2-е   | 6,72      |
| 2017 | Чемпионат России             | Жуковский, Россия | 100 м                      | 2-е   | 10,47     |
| 2018 | Чемпионат России в помещении | Москва, Россия    | 60 м                       | 3-е   | 6,71      |
| 2018 | Чемпионат России             | Казань, Россия    | 100 м                      | 3-е   | 10,34     |
| 2018 | Чемпионат России             | Казань, Россия    | эстафета 4×100 м           | 1-е   | 39,73     |
| 2019 | Чемпионат России в помещении | Москва, Россия    | 60 м                       | 3-е   | 6,68      |
| 2019 | Чемпионат России             | Чебоксары, Россия | эстафета 4×100 м           | 1-е   | 40,02     |
| 2020 | Чемпионат России в помещении | Москва, Россия    | 60 м                       | 3-е   | 6,72      |

### Бобслей
| Год  | Турнир                      | Место проведения | Дисциплина | Место | Результат |
| ---- | --------------------------- | ---------------- | ---------- | ----- | --------- |
| 2021 | Чемпионат России по бобслею | Сочи, Россия     | двойки     | 2-е   | 3:43.39   |
| 2021 | Чемпионат России по бобслею | Сочи, Россия     | четвёрки   | 1-е   | 3:39.37   |